# Victoria Mandefield

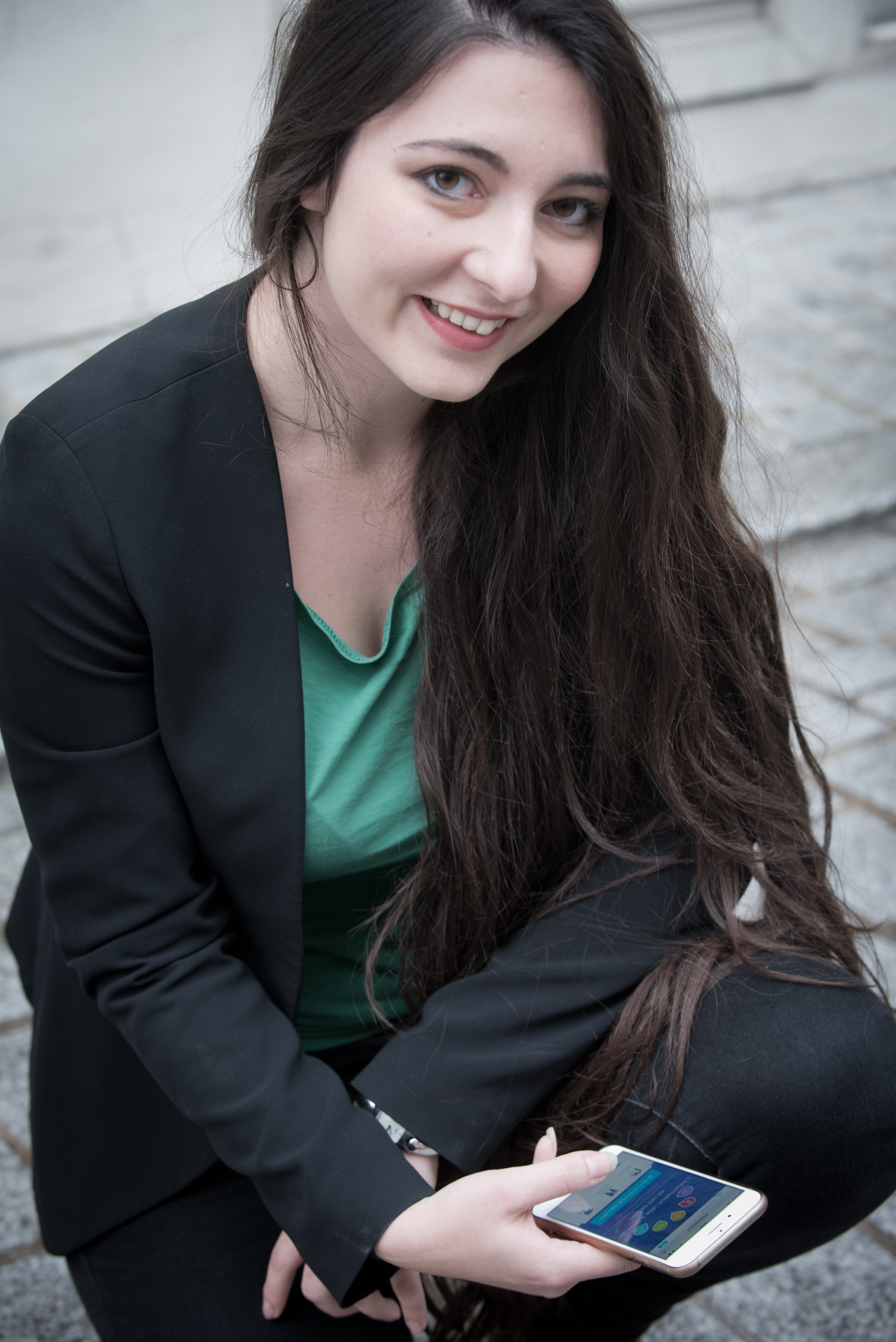
Victoria Mandefield, Gründerin von Solinum

Victoria Mandefield (* 1994 in den Vogesen) ist eine französische Ingenieurin und Sozialunternehmerin. Sie ist die Gründerin des Vereins Solinum. Sie hat die Website und die Anwendung Soliguide ins Leben gerufen, eine Plattform für Obdachlose, die praktische und rechtliche Informationen zusammenfasst, z. B. darüber, wo man essen und duschen kann und wie man einen Antrag auf soziale Leistungen wie Revenu de solidarité active (RSA) stellt. Sie ist die Initiatorin der Initiative Merci pour l'invit, einem Netz von Privatunterkünften für obdachlose Frauen.

## Leben

### Kindheit und Studium
Victoria Mandefield wuchs in Remiremont auf.
Victoria Mandefield besuchte eine classe préparatoire, bevor sie eine Ingenieurhochschule, die École centrale d’électronique (ECE) in Paris, besuchte. In dieser Zeit begann sie, an Runden auf der Straße teilzunehmen, wo sie viele Menschen traf, die in prekären Verhältnissen lebten. Dann wurde sie sich der sich schnell verändernden Landschaft der Aufnahmestrukturen und der Schwierigkeit bewusst, aktuelle Informationen darüber bereitzustellen. Im Jahr 2016 gründete sie den Verein Solinum, dessen Aufgabe es ist, die digitale Technologie in den Dienst der bedürftigen Bevölkerung zu stellen.
Sie war 2017 Austauschstudentin an der University of Berkeley. Im selben Jahr machte sie ihren Abschluss an der ECE Paris. Sie absolvierte ein Doppelstudium in Ingenieurwesen und Management und besuchte die Wirtschaftshochschule Audencia Nantes. Sie will sich organisatorische Fähigkeiten aneignen und lernen, wie man einen Geschäftsplan für die Projekte ihres Vereins erstellt. Im Jahr 2018 wurde sie im Rahmen ihres Studiums zur studentischen Unternehmerin.

### Projekte

#### Soliguide
Im Februar 2017 begann Victoria Mandefield mit der Entwicklung einer interaktiven Karte der Dienstleistungen für Obdachlose in Paris. Die Informationen sind auf der Website Infomeless zu finden. Die 2400 aufgelisteten Orte decken verschiedene Dienstleistungen ab: Unter anderem gibt es eine Karte mit Tageszentren, Duschbädern, öffentlichen Bibliotheken und Arbeitsämtern.
Das Projekt erhielt dann den Namen Soliguide. Der Dienst wurde inzwischen auf zehn Gebiete ausgedehnt, darunter Paris, Bordeaux und Nantes. Ehrenamtliche Mitarbeiter versorgen sie täglich mit aktuellen Informationen. Für 2019 sind mehr als 5000 Plätze gelistet. In einigen Städten gibt es interaktive Terminals für den Zugang zur Plattform. Auch die 115, die von der SAMU social betrieben wird, nutzt den Leitfaden zur Information der Anrufer.

#### Merci pour l'invit (Danke für die Einladung)
Merci pour l'invit ist ein Netzwerk von Bürgerwohnungen für Frauen. Das Projekt wurde im Jahr 2018 gestartet. Einzelpersonen können sich über die Solinum-Website oder die sozialen Netzwerke des Vereins melden, um eine obdachlose Frau vorübergehend aufzunehmen. Solinum bringt die Frauen mit den Gastgebern zusammen, die für sie am besten geeignet sind. Viele von ihnen sind berufstätig, und es geht darum, sie unterzubringen. Die beiden Parteien werden schließlich vom Verein zusammen gebracht.

## Auszeichnungen
Im Mai 2016 wurde Victoria Mandefield von der Website "Trophées solidaires" für ihre Plattform Infomeless mit einem Preis ausgezeichnet. Im März 2017 war Infomeless, jetzt Soliguide, einer der Gewinner von "La Riposte", organisiert von Animafac, in der Kategorie "Soziale Innovation". Gleichzeitig gewann die Plattform den ersten Preis im Wettbewerb "Innovate! for Solidarity", der von der Vinzenzgemeinschaft organisiert wurde.
Im Jahr 2018 erhielt Victoria Mandefield die Trophäe für soziales und solidarisches Engagement bei der 15. Ausgabe der Trophées des Ingénieurs du Futur, die von der Zeitschrift L'Usine nouvelle gemeinsam mit der Zeitschrift Industrie et Technologies organisiert wurde. Im Jahr 2020 wurde sie von der französischen Ausgabe des Magazins Vanity Fair als eine der 30 Hoffnungsträgerinnen unter 30 Jahren ausgewählt.